# Sępopol
Sępopol é um município da Polônia, na voivodia da Vármia-Masúria e no condado de Bartoszyce. Estende-se por uma área de 4,63 km², com 1 970 habitantes, segundo os censos de 2017, com uma densidade de 425,5 hab/km².